# Celles-sur-Plaine
Celles-sur-Plaine é uma comuna francesa na região administrativa de Grande Leste, no departamento de Vosges. Estende-se por uma área de 20,09 km². Em 2010 a comuna tinha 812 habitantes (densidade: 40,4 hab./km²).